# Tetragonoderus flavovittatus
Tetragonoderus flavovittatus es una especie de coleóptero adéfago de la familia Carabidae.

## Distribución geográfica
Habita en la isla de Socotra.